# Dívčí Hrad
Dívčí Hrad (in tedesco Maidelberg) è un comune della Repubblica Ceca facente parte del distretto di Bruntál, nella regione della Moravia-Slesia.